# هرم غذائي نباتي
الهرم الغذائي النباتي

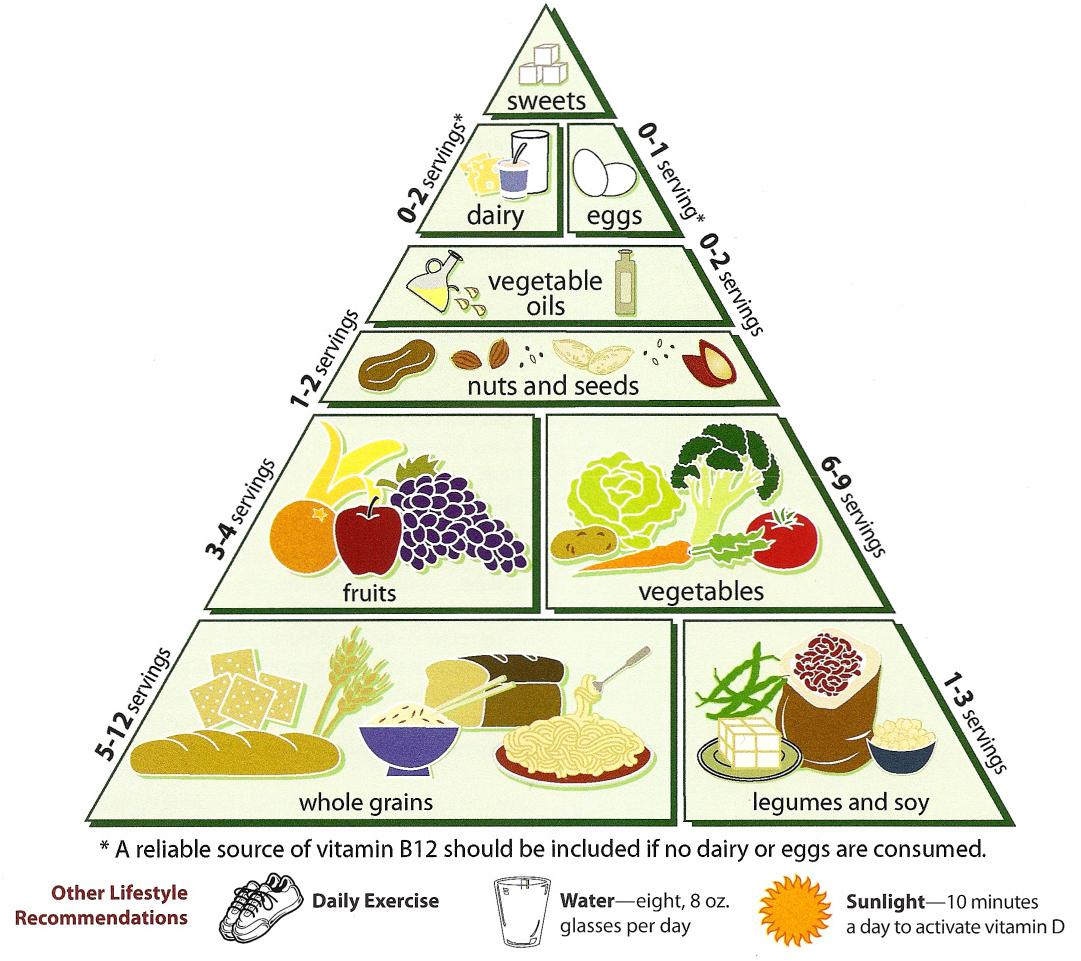
الهرم الغذائي النباتي الخاص بجامعة لوما ليندا.

يستند هذا الهرم الغذائي النباتي إلى المقترحات المقدمة من الجمعية الأمريكية للتغذية.

الهرم الغذائي يعطينا الكثير من الفائد 
هو دليل التغذية الذي يمثل النظام الغذائي النباتي الصحي التقليدي. وهناك أشكال مختلفة من هذا النظام الغذائي النباتي الصحي التقليدي في جميع أنحاء العالم، لاسيما في أجزاء من أمريكا الشمالية وأوروبا وأمريكا الجنوبية، وبشكل أكثر بروزاً في آسيا. ونظراً لهذه المعايير المحددة بعناية، فإن عبارة «النظام الغذائي النباتي التقليدي» تُستخدم هنا لتمثيل الأنظمة الغذائية النباتية الصحية التقليدية المعتمدة على البيض والألبان لهذه المناطق والشعوب. وقد تم إنشاء هذا الهرم من قبل مؤسسة ثقة الحفظ "Oldways" عام 1998 مع بحث علمي مقدم من جامعة كورنيل وجامعة هارفارد مع الإشارة بشكل محدد إلى الأنماط الصحية من الطعام موضحة من قبل الهرم الغذائي الخاص بالبحر المتوسط.
ويقترح هذا الهرم الغذائي النباتي أنواع وعدد مرات تناول الأطعمة التي من شأنها أن تمتعنا بالصحة. وينقسم الهرم إلى عدد مرات يومية، أسبوعية، وشهرية، ولكنه لا ينصح بأحجام معينة. وللهرم أيضاً توصيات للنشاط البدني اليومي وكميات المياه المطلوبة.
وقد وضعت بجامعة لوما ليندا للصحة العامة، قسم التغذية، الهرم الغذائي النباتي  عام 1997 لتقديمه في المؤتمر الدولي الثالث للتغذية النباتية. تشكّل الخمسة مجموعات غذائية الرئيسية ذات الأصل النباتي (الحبوب الكاملة، البقوليات، الخضروات، الفواكه، المكسرات والبذور) الجزء السفلي من الهرم الذي يأخذ شكل شبه المنحرف. وتشكّل المجموعات الغذائية الاختيارية (الزيوت النباتية، منتجات الألبان والحلويات) الجزء العلوي من الهرم الذي يأخذ الشكل المثلثي. ويتضمن هذا الإصدار من الهرم جدول يحتوي على العدد الموصى به من الوجبات اليومية لكل سعر حراري يومياً.
وفقاً للإرشادات التوجيهية الغذائية للأمريكيين لعام 2010، فإن الوجبات الغذائية الصحية تحتوي على كمية من المغذيات الأساسية والطاقة اللازمة لمنع حدوث نقص أو تجاوز في التغذية. الحميات الصحية توفر أيضاً التوازن الصحيح ما بين الكربوهيدرات، الدهون، والبروتين للحدّ من مخاطر الإصابة بالأمراض المزمنة، ويتم الحصول عليها من مجموعة متنوعة من الأطعمة المتوفرة، بأسعار معقولة، والممتعة.
وقد تم التأكد من صحية هذا النمط الغذائي بواسطة التغذية التجريبية والوبائية.